# Mełekine
Mełekine (ukr. Мелекіне) – wieś na Ukrainie, w obwodzie donieckim, w rejonie mariupolskim. W 2001 liczyła 1356 mieszkańców, spośród których 158 posługiwało się językiem ukraińskim, 1176 rosyjskim, 2 bułgarskim, 10 ormiańskim, 3 greckim, a 7 innym.